# 花蔵院 (松戸市)
花蔵院（けぞういん）は、千葉県松戸市にある真言宗豊山派の寺院。

## 歴史
1623年（元和9年）に開山された。松戸宿に近いこともあり、旅籠の女性従業員（飯盛女）も参詣に訪れていたという。
当院には鐘楼と梵鐘があり、大晦日の夜に除夜の鐘を撞くことができる。
当院境内にある欅や榎は、松戸市の保護樹に指定されている。樹齢はそれぞれ300年以上と150年である。

## 交通アクセス
- 松戸駅より徒歩11分。